# Pavel Lainka
Pavel Lainka (22. června 1992 Náměšť nad Oslavou – 10. září 2016 Brno) byl český hokejový rozhodčí, který se stal jedním z ojedinělých případů úmrtí na následky zranění při soudcování zápasu.

## Životopis
Narodil se 22. června 1992 v Náměšti nad Oslavou. V roce 2011 dokončil studium na Střední průmyslové škole a Vyšší odborné škole technické Brno, Sokolská 1. Poté absolvoval bakalářské studium v oboru Energetika, procesy a ekologie na Fakultě strojního inženýrství Vysokého učení technického v Brně, kde v roce 2014 obhájil bakalářskou práci na téma „Metody pro určování vlastností biomasy“. Tamtéž pak pokračoval studiem oboru Energetické inženýrství.
Hokeji se zprvu věnoval jako aktivní hráč. Prošel brněnskými mládežnickými kluby, hrál za HCM Warrior Brno, naposledy pak za tým Náměště nad Oslavou.
Ve svých 20 letech se však začal věnovat pískání. Vystudoval obor pro rozhodčí na Fakultě sportovních studií Masarykovy univerzity, kde v roce 2015 obhájil bakalářskou práci věnovanou tématu „Zjišťování úrovně vybraných kognitivních schopností rozhodčího ledního hokeje s ohledem na délku praxe“. Stal se jedním z prvních absolventů tohoto oboru. Náležel do programu pro talentované sudí Českého svazu ledního hokeje, při extraligových zápasech Komety vypomáhal jako statistik a od sezóny 2016/17 měl začít působit v první hokejové lize dospělých.
Seznámil se s Kristýnou Švarcovou, místopředsedkyní oblastního sdružení ODS v Brně, a v září 2016 s ní očekával narození dcery.
Když Lainka 25. srpna 2016 na zimním stadionu na Úvoze řídil přípravný zápas mladších dorostenců týmu Warrior Brno s hostujícími Mladými Draky Šumperk, krátce před koncem domácí hráč odpaloval puk z obranného pásma a zasáhl jím sudího patrně přes přilbu do spánku. Ten upadl do bezvědomí. Ihned byl přivolán lékař a Lainka byl s těžkým zraněním odvezen do Fakultní nemocnice u sv. Anny. Podle některých médií se údajně později v nemocnici probral a začal komunikovat, po 16 dnech od nehody, 10. září, však náhle zemřel. Hokejový svaz vyhlásil při nejbližších extraligových a prvoligových utkáních uctění jeho památky minutou ticha. Rozhodčí nejvyšší hokejové soutěže si označili dresy speciální nášivkou. Také v Kontinentální hokejové lize nesli sudí v následujících úterních zápasech na ruce černou pásku. Kolegové rovněž založili veřejnou sbírku pro pozůstalou – čerstvě šestadvacetiletou – přítelkyni a jejich tehdy očekávanou dceru. V ní se během dvou dnů vybralo 127 tisíc korun, o den později přes 380 tisíc.